# Hitrom
Hitrom este o companie producătoare de materiale de construcții din Vaslui, România.
A fost înființată în 1970 sub numele de „Fabrica de Materiale Izolatoare Vaslui”, având drept obiectiv participarea la proiecte importante de investiții în calitate de furnizor de materiale de construcții.
Înainte de 1989 avea circa 4.000 - 5.000 de angajați și producea vată de sticlă și materiale izolante.
În anul 2000 Hitrom se număra printre cei mai importanți producători români de materiale de construcții din minerale nemetalice.
În august 2006, Hitrom se afla în faliment.